# Alta Sierra, Kalifornien
Alta Sierra är en ort (CDP) i Nevada County, i delstaten Kalifornien, USA. Enligt United States Census Bureau har orten en folkmängd på 6 911 invånare (2010) och en landarea på 21,5 km².